# L-SAM
L-SAM(Long-range Surface-to-Air Missile)은 대한민국이 개발 중에 있는 장거리 지대공 미사일 시스템이다.

## 역사

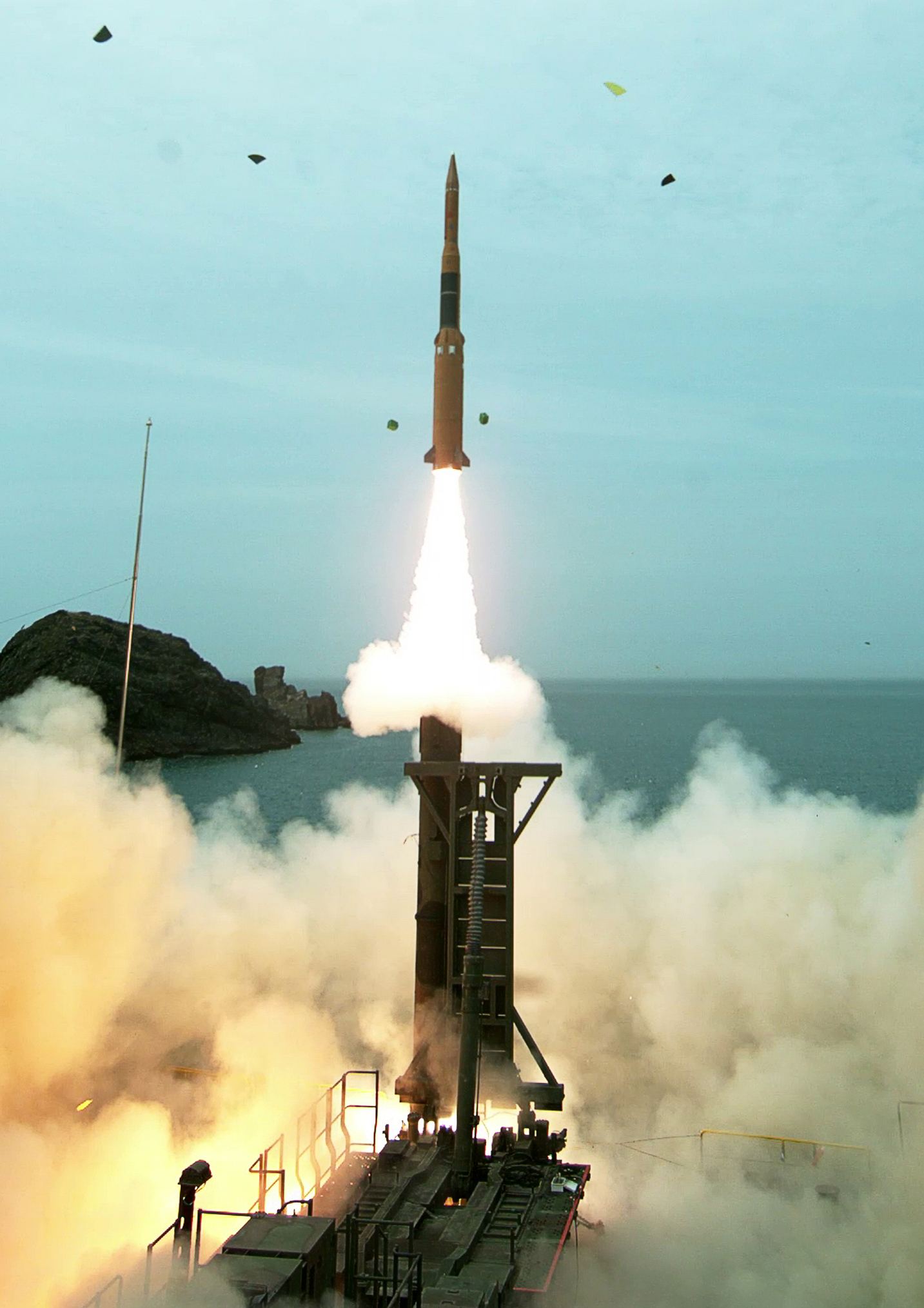
L-SAM의 미사일 요격 시험

북한의 노동 미사일을 외기권에서 방어할 수 있는 고고도 장거리 미사일 요격의 필요성이 제기되면서, 2015년 탐색 개발을 시작했다. 2018년 탐색 개발이 종료되어 시제기가 생산됐다. 하지만 1차 시험발사가 실패로 돌아가 군은 다시 2022년까지 체계 개발을 끝내고 대량생산을 하기로 했다. 2023년에 실전 배치될 계획이며, 개발비용은 1조원이다.
대한민국은 북한의 핵공격 위협에 대응해 2023년까지 킬 체인과 한국형 미사일 방어체제를 구축중이며, L-SAM은 한국형 미사일 방어체제의 핵심 구성요소다.
2022년 2월 23일 국방과학연구소(ADD) 주관으로 충남 태안군 안흥종합시험장에서 L-SAM의 시험발사가 진행됐다. 이날 발사는 표적 없이 미리 프로그래밍된 궤도를 따라 발사체를 쏘아올리는 플라잉(비행) 테스트로 이뤄졌다. 발사된 요격미사일이 미리 설정한 탄착점에 정확히 떨어지는 등 시험발사가 성공한 것으로 전해졌다.
국방과학연구소는 5월 30일 'L-SAM 종합 유도 비행시험' 전체 과정을 언론에 처음 공개했다. 이번 시험은 북한 탄도미사일을 모사한 표적탄을 탐지 추적하고, 목표 고도에서 실제 요격하는 실전 방식으로 진행됐다.
2023년 9월 26일 국군의 날 기념식과 10년만에 열린 시가행진 (23년 10월 1일은 추석 연휴라 일정이 당겨짐)에서 그 모습을 드러냈다.
2024년 11월 29일 국방부는 국방과학연구소가 L-SAM 개발을 완료하였다고 발표하였다. 개발완료에 따라서 L-SAM의 양산은 2025년부터 이뤄질 계획이다.

## 구성
L-SAM은 1개 포대의 구성은 다음과 같다.
- 다기능레이더 1대, S 밴드 AESA 레이더, 탐지거리 310 km
- 교전통제소 1대
- 작전통제소 1대
- 대항공기 유도탄발사대 2대
- 대탄도탄 유도탄발사대 2대

7개 포대를 배치하면 대한민국 전체 영공을 방어할 수 있다.
미국 록히드마틴 사드 1개 포대의 가격은 1조원인데, L-SAM은 절반 가격이라고 한다.

## 파생형
- L-SAM 블록 1: 고도 60 km, 2019년 개발착수, 2024년 개발종료
- L-SAM 블록 2: 고도 100 km, 2024년 개발착수

## 제원
- 종류: 장거리 지대공 미사일
- 유도 방식: 액티브 레이더 유도
- 유효사거리: 200 km
- 레이더 탐지거리: 탄도탄 310 km
- 최대표적속도: 항공기 700 m/s, 탄도탄 3000 m/s(마하 8.82)
- 동시추적수: 항공기 100개, 탄도탄 10개
- 동시교전수: 항공기 20개, 탄도탄 10개
- 유효고도: 40~100이하 km

## 미사일
L-SAM의 레이더는 탄도미사일에 대응하는 대탄도 미사일(Anti-Ballistic Missile)과 항공기, 순항미사일에 대응하는 AAM(Anti-Air Missile)으로 나뉘며 둘다 핫런치 방식을 사용하며 이중펄스 추진기관이 적용되어 있다. L-SAM 1개 포대당 대항공기 유도탄발사대 2대, 대탄도탄 유도탄발사대 2대를 운용한다.
ABM은 사거리가 150km 이상으로 알려져 있으며 직격 비행체(Kill Vehicle)와 DACS(Divert and Attitude Control System), 단분리 기술, TVC를 사용하며 상세한 제어를 위해 젤타입의 고체연료를 사용한다. 사드와 마찬가지로 적외적 탐색기를 사용하기에 성층권 이하에서는 사용할수 없다.
AAM은 200km급 장거리 지대공 미사일이며 천궁의 Ku-Band 레이다 탐색기를 개량한 것이 적용된다. 보통 대기권 내의 항공기 요격 임무를 담당하지만 ABM이 요격에 실패할시 패트리어트와 같이 탄도탄 요격에도 사용될 수 있다.

## 최대요격고도
L-SAM의 탄도탄 요격 미사일의 최대 요격고도는 보도가 정확하지 않다.
2018년 10월 5일, 천궁 미사일(M-SAM)보다 사거리를 늘린 장거리 지대공미사일 'L-SAM' 개발을 총 1조 원을 들여 추진 중이다.
한국군은 이스라엘에서 그린파인 레이더 블록-B 2기, 블록-C 2기를 수입해 탄도유도탄 작전통제소를 구축하여 지대공 미사일과 연동중이다. 그런데, 그린파인 레이더 블록-C는 이스라엘 애로우 3 지대공 미사일에 사용되는 레이더로, 애로우 3 지대공 미사일의 최대요격고도는 100 km 이상이라고 알려져 있다.

## L-SAM Ⅱ
군은 L-SAM보다 높은 고도에서 적 미사일을 요격할 L-SAM Ⅱ도 개발 중이다. L-SAM Ⅱ는 60 km 이상 고도에서 적 미사일을 요격하는 무기 체계로 알려졌다.
박재민 국방차관은 L-SAM Ⅱ 배치 시기에 대해 "2020년대 후반 정도"라고 답했다.
국회 2024년도 예산안에서 개발비 25억원이 책정되었다.
KAMD는 패트리엇(PAC-3)과 M-SAM 블록-Ⅰ·Ⅱ(고도 15~40㎞), L-SAM(고도 40~60㎞)이 다층 방어망을 구성한다. 두 차례의 요격 기회를 얻도록 해서 지상 피해를 줄이려는 것이다.
L-SAM을 개량한 L-SAM-Ⅱ는 요격고도가 60~100㎞에 달한다. 고고도 요격유도탄과 활공단계 요격유도탄이 핵심 역할을 맡을 예정인데, L-SAM 포대에 발사차량 2대를 추가하는 형태로 운용된다.
고고도요격유도탄은 L-SAM 미사일보다 요격고도가 크게 상향된 것이다. 미사일 방어범위를 확장하고, 북한의 동시다발적인 미사일 발사에 대응하는 능력을 높이는 효과가 있다.
기존보다 더 높은 고도에서 요격을 시도하므로, 고고도요격유도탄이 실전배치되면 KAMD는 최대 3번의 요격 시도가 가능하다.

## 레이더
질화갈륨(GaN) 소자가 적용된 고성능 다기능 레이더를 사용하며 FFG-III 충남급 호위함과 KDDX의 다기능 위상배열레이더와 같은 시스템을 공유한다.
장거리 항공기/탄도탄 표적에 대한 탐지, 추적과 항공기 식별, 재머대응 및 유도탄 교전(포착/추적/교신) 등의 복합 임무를 단일 레이다로 수행할 수 있는데 탄도미사일을 초기 상승 단계에 탐지하기 위해 낮은 각도에서 넓은 영역을 조사하여 탐지하는 펜스 탐색모드, 가장 일반적인 탄도탄 구역 탐색모드, 탄도탄 조기경보 레이더 등으로부터 공유된 정보를 바탕으로 예상 위치를 산출하여 집중 탐색하는 큐잉 탐색모드가 존재하며, 항공기, 순항미사일 등의 표적에 대응하는 항공기 구역 탐색모드가 존재한다.
2022년 4월 10일, 한화시스템이 개발 중인 장거리 지대공 유도무기(L-SAM) 레이더 시제기를 공개했다. ADD는 L-SAM 체계 개발을 2024년 11월까지 완료할 계획이다. 전력화 시기는 2026년께로 알려졌으나 최근 북한의 연쇄 도발로 방어망 강화 필요성이 제기됨에 따라 조기 배치 가능성도 점쳐진다.
L-SAM 레이더는 X밴드(8~12㎓) 주파수를 사용하는 사드와 달리 S밴드(2~4㎓)를 사용한 게 특징이다. S밴드는 탄도미사일뿐만 아니라 항공기를 탐색할 수 있는 장점이 있기고 그린파인 레이더의 L밴드 레이더 보다 효과적이만 파장이 짧고 높은 출력을 내는 X밴드에 비해서 정밀도는 상대적으로 떨어진다. 그러나 L-SAM 레이더는 수천개의 소자를 독립적으로 작동시키고 이를 통합 운용하는 기술을 통해 단점을 극복했다는 게 한화 측의 설명이다.

## 조기경보 레이더
탄도유도탄 작전통제소가 구축되어 가동중이기 때문에, L-SAM 자체 레이더의 탐지거리가 얼마나 긴 지는, 큰 의미는 없다. 다만 그린 파인 레이더와 같이 L-SAM의 다기능 레이더를 확장하여 탄도탄 조기경보 레이더로 활용한 계획또한 존재한다. 그린파인 레이더의 탐지거리는 900 km 이상으로 알려져 있으며, 정확하게 탄도 미사일 요격을 위한 유도가 가능하다고 알려져 있다.

## 같이 보기
- 천궁 (유도탄)
- 미사일 방어 (MD: Missile Defense)
- 패트리어트 미사일
- 사드
- SAM-X : 한국의 미국산 패트리어트 지대공 미사일 체계 도입사업
- MEADS : 미국, 독일, 이탈리아의 지대공 미사일 개발 사업
- S-300
- S-400
- HQ-9
- 해궁 - 길이와 직경이 천궁과 동일하다